# 2С40 «Флокс»
2С40 «Флокс» — російська 120-мм самохідна артилерійська установка (САУ) / самохідний міномет, що може використовувати відразу декілька видів артилерійського озброєння. Змонтована на шасі броньованої вантажівки високої прохідності. Урал-4320 з колісною формулою 6×6.
Вперше широкому загалу САУ «Флокс» було представлено на міжнародному військово-технічному форумі «Армія-2016» ЦНДІ «Буревісник» у Нижньому Новгороді, що входить до складу науково-виробничої корпорації «Уралвагонзавод» в Омську.

## Історія
САУ 2С40 «Флокс» була створена в рамках науково-дослідного проєкту Sketch, який передбачає створення нових артилерійських систем різного призначення (разом з іншими, 2С39 «Магнолія» та 2С43 «Мальва»). Робота над створенням почалася в 2015 році, і спочатку використовувався міномет, встановлений на 2С9 «Нона». У 2022 році завершився етап випробувань і машини були запущені у виробництво для ЗС РФ.

## Призначення та особливості
САУ «Флокс» призначена для придушення живої сили, артилерійських та мінометних батарей, ракетних установок, броньованих цілей, вогневих засобів та пунктів управління. Головна особливість нової САУ — комбінована напівавтоматична нарізна зброя, яка забезпечує ведення стрільби всіма типами мінометних мін та снарядами з готовими уражаючими елементами. Артустановка може стріляти як гаубиця і міномет, а також застосовуватися при стрільбі прямим наведенням.
«Флокс» використовує колісне шасі вантажівки Урал-63704-0010 з колісною формулою 6х6, оснащене дизельним двигуном ЯМЗ-652 потужністю 440 к. с. Він має броньовану кабіну для захисту екіпажу від стрілецької зброї та осколків, а підлога машини здатна витримати вибух заряду в два кілограми тротилу. До складу обладнання також входить система захисту від дії зброї масового ураження. Екіпаж складається з чотирьох осіб: командира, водія та двох операторів озброєння.
Машина озброєна мінометом 2А80 калібру 120 мм із системою керування вогнем, що ніяк не захищений ззовні. Він може стріляти стандартними мінометними гранатами, а також використовувати високоточні снаряди «Кітолов-2М» для ураження броньованих цілей. Дальність стрільби залежить від використовуваних боєприпасів і становить в середньому від 7 до 10 кілометрів зі скорострільністю 10 пострілів на хвилину. Машина також озброєна кулеметом «Корд», встановленим у дистанційно керованому модулі на даху кабіни, та гранатометами-підривниками ПУ-07.

## Бойове застосування

### Російсько-українська війна
Докладніше: Російсько-українська війна (з 2014) та Російське вторгнення в Україну (2022)
6 жовтня 2023 року стало відомо про ймовірне знищення чи пошкодження однієї одиниці FPV-дроном з підрозділу "12 друзів Оушена".

## Оператори
- Росія
  - СВ ЗС РФ (перша партія отримана на початку жовтня 2023 року[8]).